# Harald Nugiseks
Harald Nugiseks (ur. 22 października 1921 w Särevere, Järvamaa, zm. 2 stycznia 2014) – estoński żołnierz Waffen-SS.

## Życiorys
Harald Nugiseks urodził się 22 października 1921 roku. Podczas II wojny światowej służył jako ochotnik 20 estońskiej dywizji Waffen-SS. Został odznaczony Krzyżem Rycerskim Krzyża Żelaznego. Zmarł 2 stycznia 2014 roku w wieku 92 lat.